# Passerelle piétonne des Bis
La passerelle piétonne des Bis est un pont piéton sur l'Aire, situé entre les hameaux de Certoux et Lully, dans le canton de Genève en Suisse.

## Description

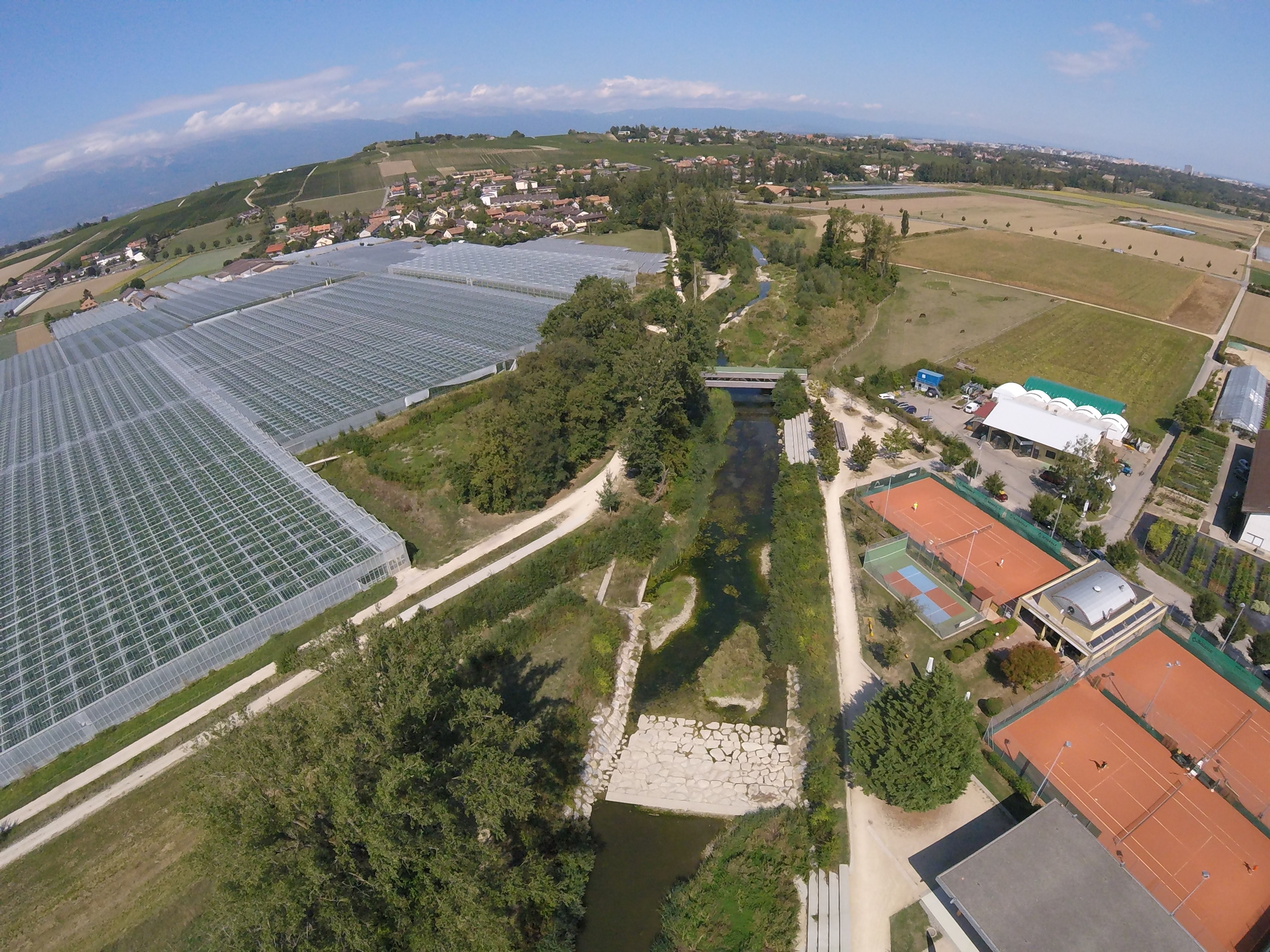
La passerelle piétonne des Bis, vue aérienne

La passerelle a été construite dans le cadre des travaux de renaturation du cours d'eau de l'Aire. Le lit de la rivière a été élargi, et des zones inondables ont été aménagées. La promenade qui relie le pont de Lully et le pont de Certoux est située alternativement en rive gauche ou en rive droite, et la passerelle des Bis permet aux promeneurs et aux cavaliers de changer de rive.
La passerelle est un pont couvert entièrement en bois indigène d'une portée de 35 m.